# Nancy Holt
Nancy Holt, född 5 april 1938 i Worcester i Massachusetts i USA, död 8 februari 2014 i New York, var en amerikansk konstnär, mest känd för jordkonst och installationer. Hon arbetade också med film och fotografi. I dag är hon mest känd för sitt monumentala verk Sun Tunnels i Utah. I Europa finns två verk av henne: i Finland och i Frankrike.
Nancy Holt spenderade en stor del av sin uppväxt i New Jersey, där hennes far arbetade som kemiingenjör. Hon studerade biologi på Tufts University i Medford, Massachusetts. År 1963 gifte hon sig med den jämnårige konstnären Robert Smithson. Hon började arbeta som fotograf och videokonstnär. År 1974 gjorde hon i samarbete med den samtida konstnären Richard Serra filmen Boomerang, där hon lyssnar på det tidsförskjutna ekot av sin egen röst i ett par hörlurar.
Hennes arbete med fotografi och optik antas ha influerat hennes senare konstnärliga verksamhet, där verken kan sägas "fixera seendet" i likhet med en kamera.
Från 1995 till 2013 arbetade och bodde hon i Galisteo i New Mexico.
Hon gifte sig 1963 med Robert Smithson.

## Verk i urval
- Sun Tunnels, betongrör, 1973–1976, Great Basin Desert, Utah, USA 41°18′13″N 113°51′50″V / 41.303501°N 113.863831°V
- Dark Star Park, stensfärer, 1979–1980, Rosslyn, Arlington County, Virginia, USA 38°53′34″N 77°04′17″V / 38.89278°N 77.07139°V
- Up and Under (finska:Yltä ja Alta), sand, betong, jord, gräs, vatten, 1997–1998, i ett sandtag i Pinsiö, Tavastkyro, Birkaland, Finland 61°34′28″N 23°26′06″Ö / 61.57444°N 23.43500°Ö
- Avignon Locators, rostfritt stål, 1972–2012, Avignon Universités park, Frankrike 43°56′58″N 4°49′07″Ö / 43.94944°N 4.81861°Ö
- 30 Below, 1979, torn av 10.000 murade röda tegelstenar, gräs, jord, 9,1 meter hög, 2,8 meter i diameter, Lake Placid, New York, USA.[4]44°15′43″N 73°58′25″V / 44.26194°N 73.97361°V
- Star-Crossed, två betongrör, jord, 1980, Miami University Art Museums skulpturpark, Oxford, Ohio, USA 39°30′01″N 84°43′41″V / 39.50028°N 84.72806°V
- Wild Spot, målat smidesjärn, vilda lokala blommande växter, 3 meter x 3 meter, 1980, Wellesley Collage campus, Davis Museum, Wellesley, Massachusetts, USA 42°17′44″N 71°18′07″V / 42.29556°N 71.30194°V
- Spinwinder, 1980, entrén till University of Massachusetts campus, Dartmouth,  Massachusetts, USA 41°37′56″N 71°00′25″V / 41.63222°N 71.00694°V
- Annual Ring, dom i stålstänger, 1981, norr om Ryder Center på Saginaw Valley State Universitys campus, Michigan 42°17′44″N 71°18′07″V / 42.29556°N 71.30194°V
- Time Span. 1981, betong, stuck och stål, 90 x 600 x 132 inches, Betty and Edward Marcus Sculpture Park vid The Contemporary Austin - Laguna Gloria, Austin, Austin, Texas, USA 30°18′43″N 97°46′30″V / 30.31194°N 97.77500°V
- End of the Line/West Rock, 1985,  vid Brownell Hall, Southern Connecticut State University, New Haven, Connecticut, USA 41°19′52″N 72°57′10″V / 41.33111°N 72.95278°V
- Solar Rotary, bland annat en meteorit, 1995, utanför Communications & Information Sciences Building, University of South Florida 28°03′32″N 82°24′39″V / 28.05889°N 82.41083°V
- Stone Enclosure: Rock Rings, två cirkulära väggar av Brown Mountain-skiffer, tre meter höga, diameter för den yttre ringen 12,2 meter, för den inre ringen 6,1 meter, 1997-1998, Western Washington University, Bellingham, Washington, USA 48°43′54″N 122°29′07″V / 48.73167°N 122.48528°V

## Bilder

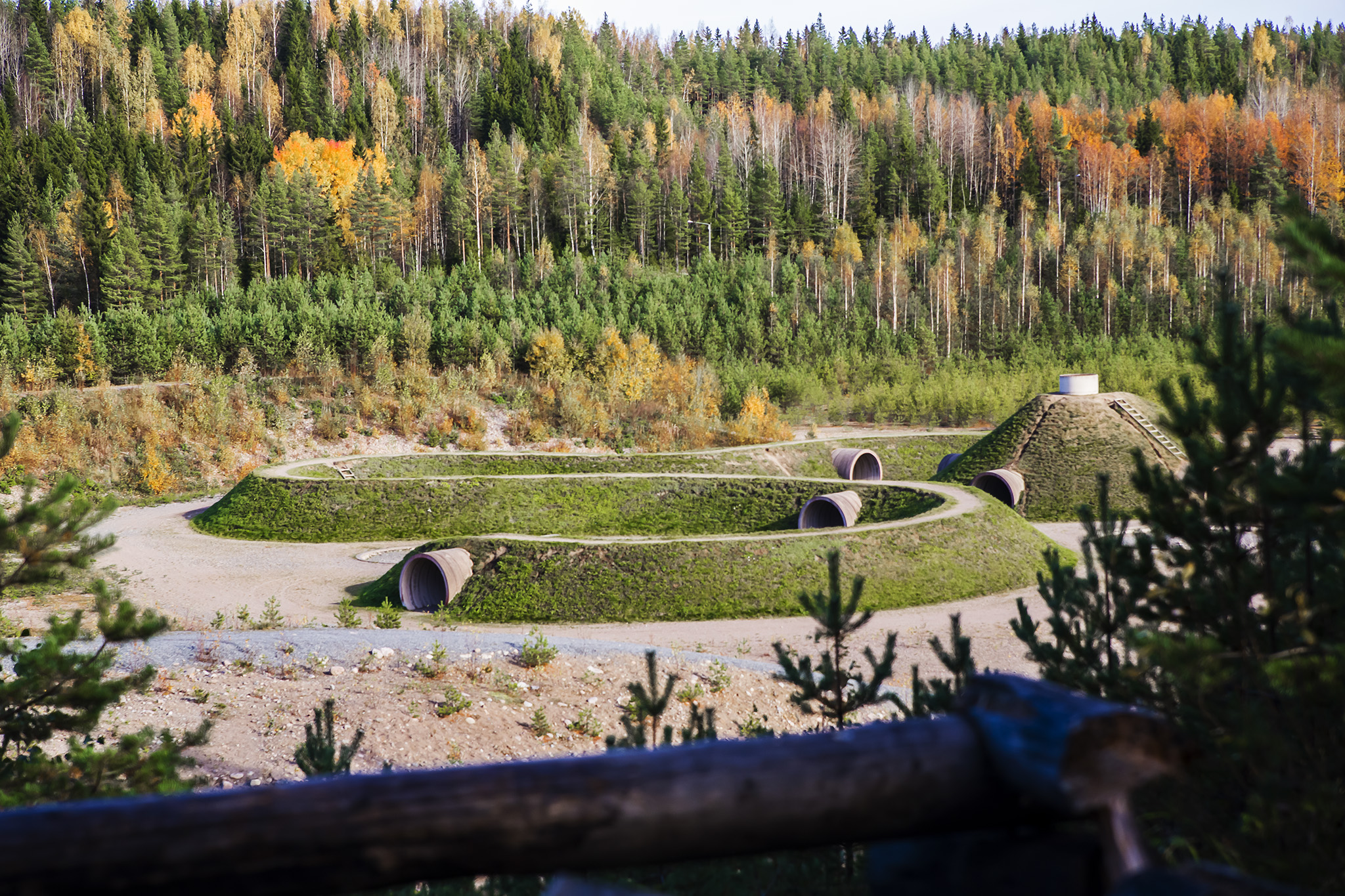
Up and Under
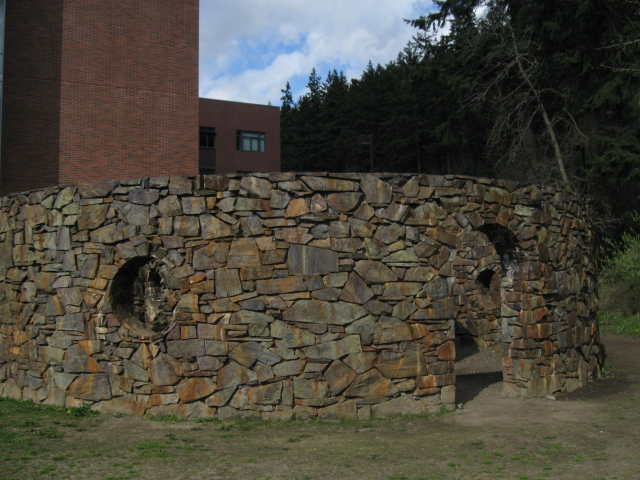
Rock Rings
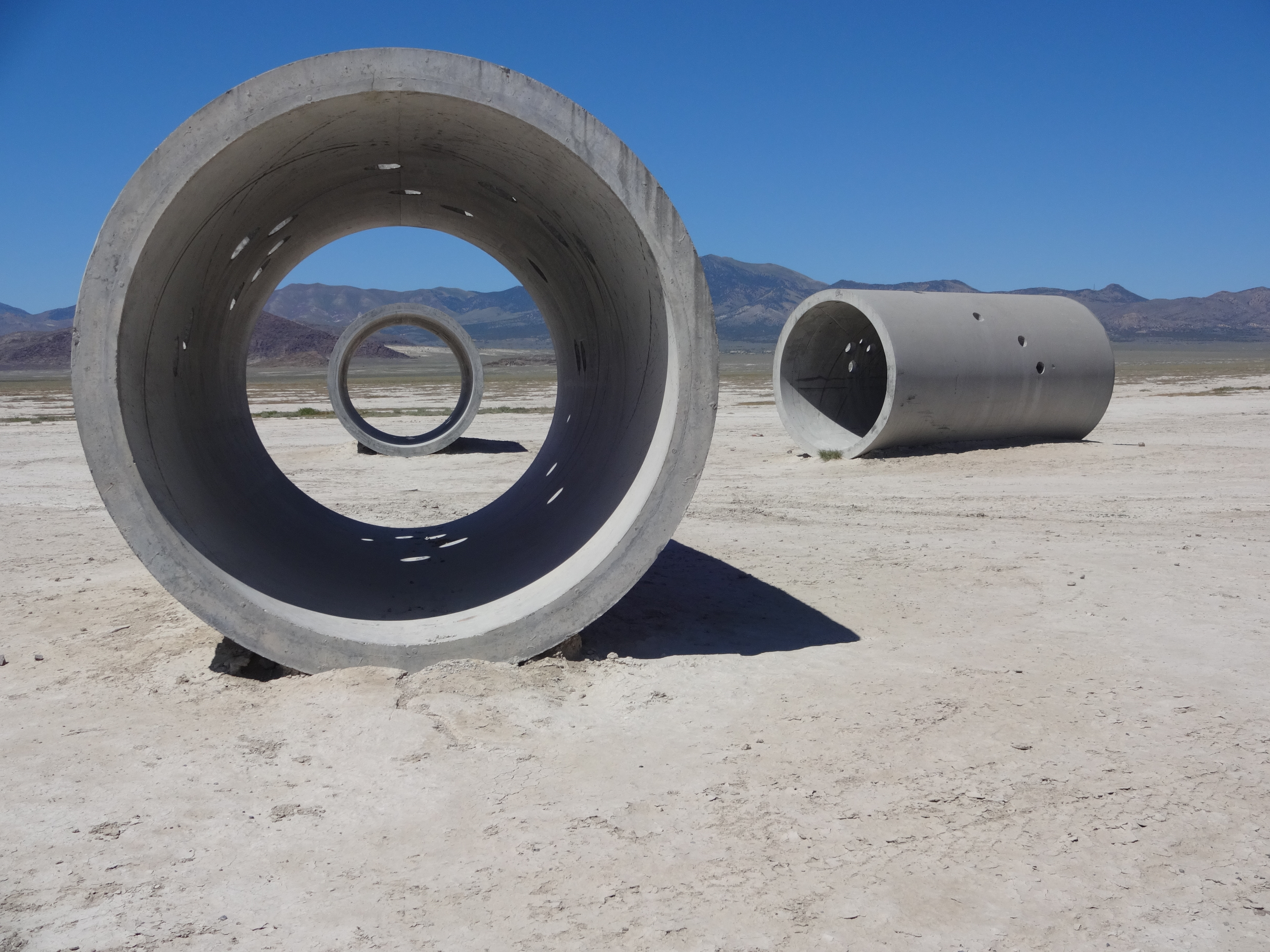
Sun Tunnels